# Antifelo

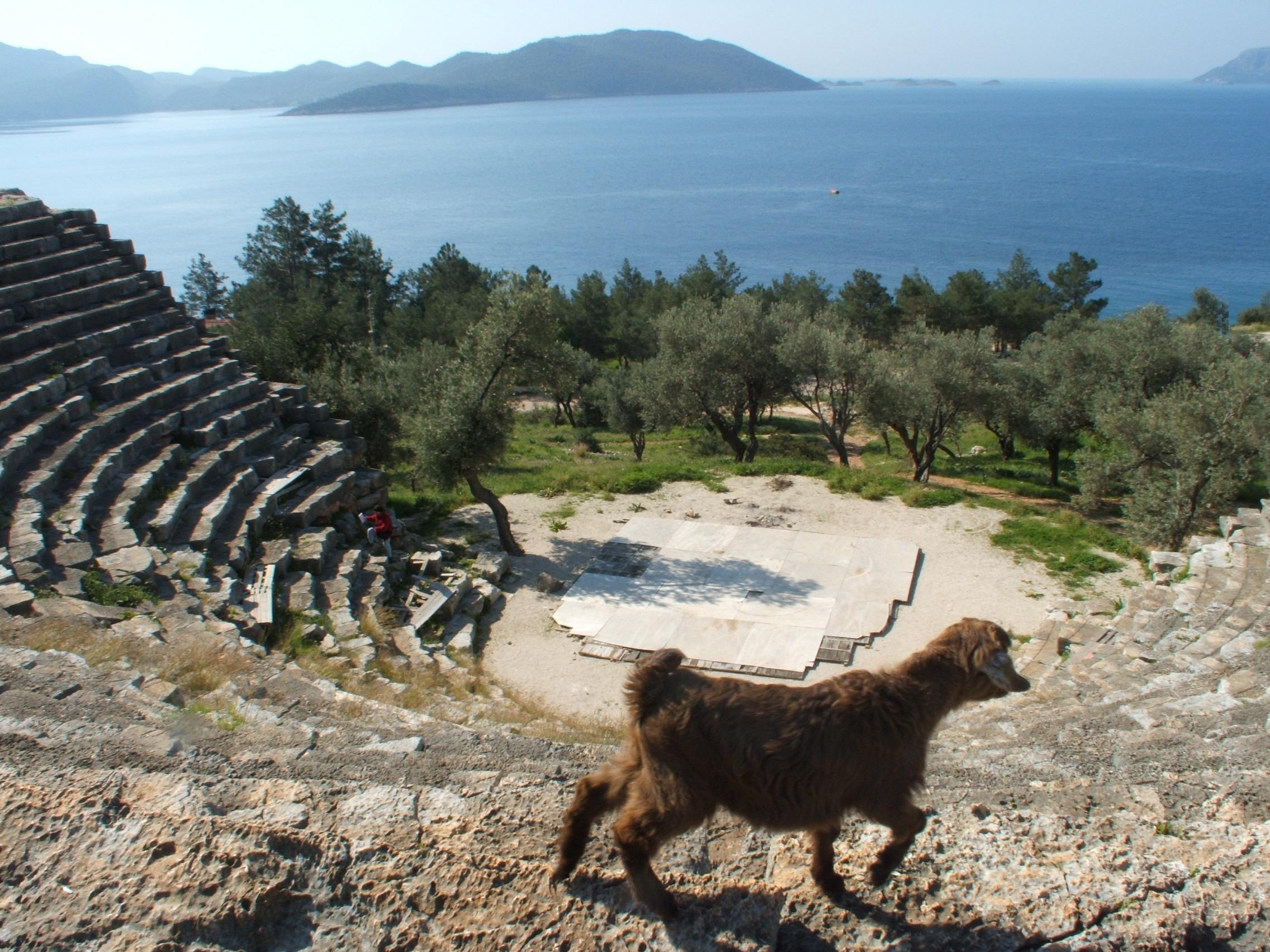
El teatro antiguo de Antifelo que mira hacia el mar.

Antifelo (en griego Ἀντίφελλος, en turco: Antifellos), conocida originalmente en licio como Habesos, fue una antigua ciudad costera de Licia. La primera mención de su nombre en griego aparece en una inscripción del siglo IV a. C. Inicialmente colonizada por los licios, la ciudad fue ocupada por el Imperio aqueménida durante el siglo VI a. C.. Creció en importancia bajo los griegos, cuando sirvió como puerto de la cercana ciudad interior de Felo, pero una vez que PElo comenzó a declinar en importancia, Antifelo se convirtió en la ciudad más grande de la región, con la capacidad de acuñar sus propias monedas. Durante el período romano,  recibió fondos del benefactor Opramoas de Rodiápolis que podrían haber sido utilizados para ayudar a reconstruir la ciudad tras el terremoto que devastó la región en 141.
El lugar se encuentra ahora en el municipio de Kaş, Turquía, que antes del forzoso intercambio de poblaciones entre Grecia y Turquía  de 1922-1923 se llamaba en griego: Andifili, y durante el siglo XIX en griego: Andiffelo.
El oficial naval irlandés Francis Beaufort descubrió el emplazamiento de la ciudad en la década de 1820, cuando estaba desierta. Durante una visita en abril de 1840, el arqueólogo y explorador inglés Charles Fellows constató la existencia de más de 100 tumbas de piedra. Gran parte de los restos arqueológicos de la ciudad han sido destruidos desde entonces debido al crecimiento de Kaş, (antiguamente en griego: Andifili) durante el periodo moderno; la mayoría de los sarcófagos fueron destruidos cuando la población local utilizó las piedras de caras planas como materiales de construcción.
Las inscripciones escritas en el extinto idioma licio datan del siglo IV a. C. El restaurado teatro helenístico de Antifelo, construido originalmente para 4000 espectadores y aún completo en su mayor parte, nunca tuvo un escenario permanente de piedra. Entre las ruinas que se conservan visibles sobre el terreno se encuentra la tumba dórica del siglo IV a. C. (que tiene una entrada de 1,9 m de altura y una cámara decorada con un relieve de bailarinas), la Tumba del Rey (situada en el centro de la ciudad moderna, que contiene una inscripción licia única y aún no traducida), un pequeño templo del siglo I a. C., tumbas rupestres situadas en acantilados sobre la ciudad moderna y partes de la antigua muralla marítima de la ciudad.

## Historia

Aspecto de Licia y situación aproximada de algunas de sus principales ciudades, junto con las regiones vecinas.

El nombre original licio de Antifelo (en griego antiguo: «la tierra frente a Felo») era Habesos. Según el comandante militar romano Plinio el Viejo, el nombre prehelénico de la ciudad era en griego: Habessus.  El descubrimiento de elementos arquitectónicos, ahora en el Museo de Antalya, han confirmado que los licios se habían asentado allí (y por lo tanto también Felo) en el siglo VI a. C. Tenía derecho a un voto en la Liga Licia, y llegó a ser un centro de comercio que acuñaba sus propias monedas. La zona fue invadida por los aqueménidass hacia mediados del siglo VI a. C.
Situada en el centro de una bahía de la costa meridional de la región, el asentamiento sirvió durante el período helenístico como puerto de la cercana ciudad interior de Felo (ciudad)Felo, aunque, a pesar de la vulnerabilidad de su posición costera, nunca se construyó allí ni una muralla defensiva ni una acrópolis. La mención más antigua del nombre griego Ἀντίφελλος se encuentra en una inscripción de una tumba del siglo IV a. C.en Kaş, que describe al difunto como originario de Antifelo. A medida que Felo fue perdiendo importancia, Antifelo se convirtió en la mayor ciudad de la región.
La ciudad, a diferencia de Felo, se menciona en la guía para navegantes romana, el Stadiasmus Maris Magni. Las monedas imperiales romanas encontradas en Antifelo llevan la leyenda en griego: Ἀντιφελλειτων  («de los antifelitanos»). Plinio dice que su nombre antiguo, es decir, anterior a la llegada de los griegos, era Habessus; este autor destaca la calidad de sus esponjas.
El geógrafo  Estrabón situó incorrectamente a Antifelo entre las ciudades del interior: En el continente están Felo, Antifelo y Quimera.
Según el arqueólogo turco Cevdet Bayburtluoğlu, Antifelo se vio probablemente afectado por el terremoto que devastó la región en 141-142. La sacudida de este terremoto desencadenó un tsunami que inundó la costa licia y recorrió una distancia considerable tierra adentro. Se sabe que Opramoas de Rodiápolis donó fondos a la ciudad para reparar los daños causados por este suceso.

## Diócesis
La diócesis de Antifelo fue un sufragánea de la sede metropolitana de Mira, la capital de la provincia romana de Licia. Su obispo Teodoro participó en el Concilio de Calcedonia en 451. También asistió al sínodo provincial que hubo en 458 referido al asesinato de Proterio de Alejandría, pero por motivos de salud que le afectaban a las manos, las actas del encuentro fueron firmadas por indicación suya por el sacerdote Estacio. Antifelo, que ya no es un obispado residencial, figura hoy en día en la lista de la Iglesia Católica como sede titular.

## Arqueología
Antifelo, prácticamente abandonado en 1828, y construido en las décadas siguientes, se dio a conocer a mediados del siglo XIX, tanto a eruditos como a viajeros. El oficial naval irlandés Francis Beaufort visitó Antifelo en el siglo XIX. Dio una descripción de lo que encontró allí, incluyendo el anfiteatro y grupos de sarcófagos con inscripciones y losas, señalando que las inscripciones que vio eran: «por la rudeza de su ejecución, muy antiguas. Entremezclados con las letras griegas habituales, hay varios caracteres poco comunes de los que los siguientes son unos pocos especímenes».

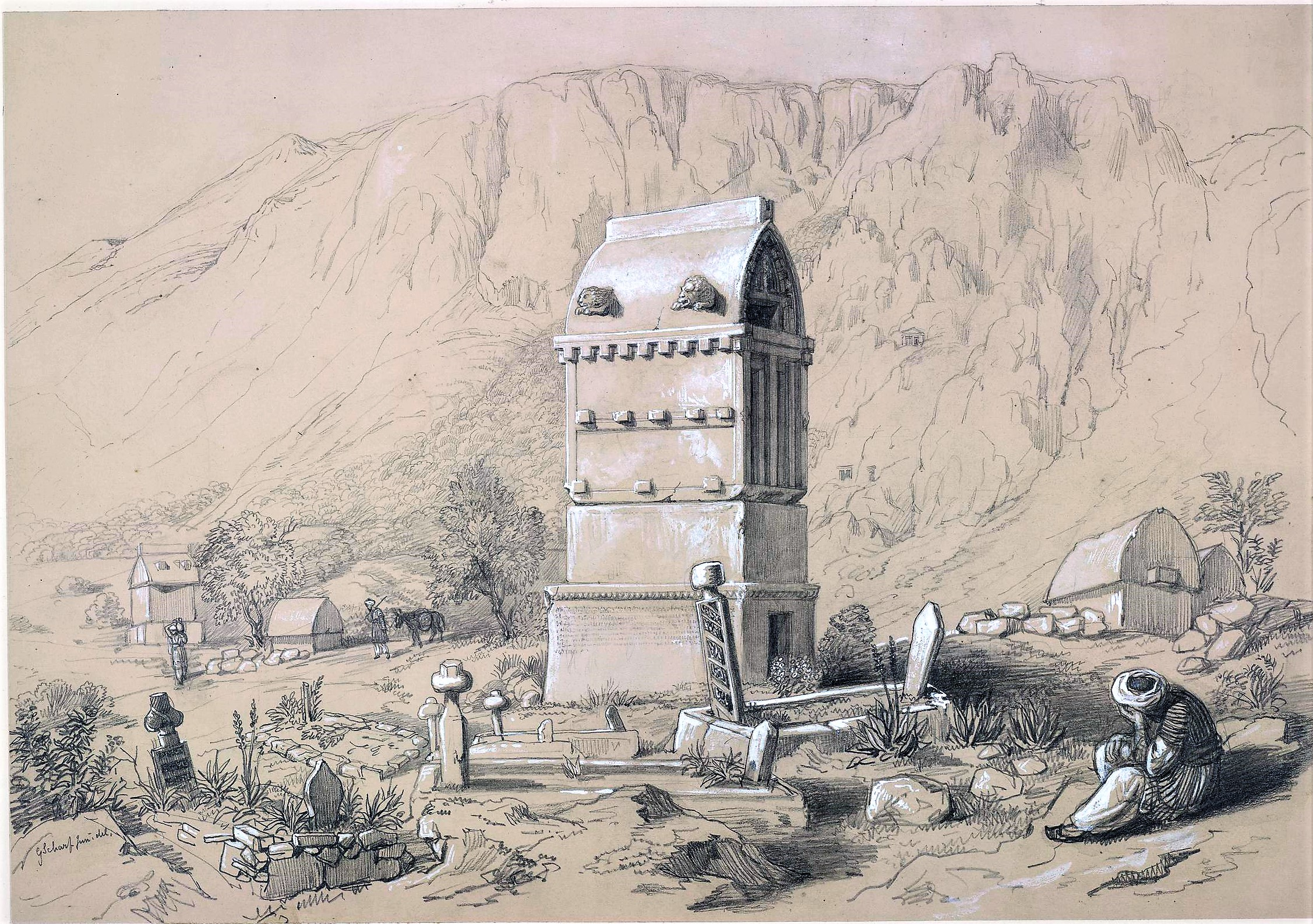
Ilustración de George Schaff de las tumbas de Antifelo (c. 1843).

El arqueólogo y explorador inglés Charles Fellows vio las ruinas de Antifelo en abril de 1838. Durante una visita de regreso en abril de 1840, Fellows observó la existencia de más de 100 tumbas. En 1841, realizó dibujos de muestras de extremos de sarcófagos, frontones y puertas de tumbas, y el libro de Thomas Abel Brimage Spratt Travels in Lycia, Milyas, and the Cibyratis (1847) contiene un plano de las ruinas de la antigua ciudad. Fellows y sus compañeros encontraron una tumba con una inscripción bilingüe (se hizo un molde en 1844); y dibujó la tumba de pilares que ahora se alza en el centro de la ciudad moderna. Francis Beaufort dio el nombre contemporáneo de Vathi a la bahía en cuyo centro se encuentra Antifelo.
El asentamiento licio abandonado dejó tumbas en la ladera, incluido un sarcófago sobre una base alta con una larga inscripción en "licio B", ahora generalmente identificada como milio, una idioma luvita. Las inscripciones en idioma licio datan del siglo IV a. C., al igual que los primeros registros en griegto. Una de estas inscripciones, copiada por Fellows en 1840, contiene el nombre étnico en griego: ΑΝΤΙΦΕΛΛΕΙΤΟΥ. Gran parte de la arqueología de Antifelo se ha perdido debido al desarrollo urbano de Kaş; Fellows observó que el asentamiento se había expandido incluso desde su anterior visita y se había tragado muchas de las ruinas. Excavaciones llevadas a cabo en la ciudad moderna en 1952 produjeron pocos resultados, lo que llevó al equipo arqueológico a concluir que la Antifelo del siglo IV a. C. constaba de unos pocos edificios, concentrados cerca del puerto.

## Descripción de las ruinas existentes

### Anfiteatro

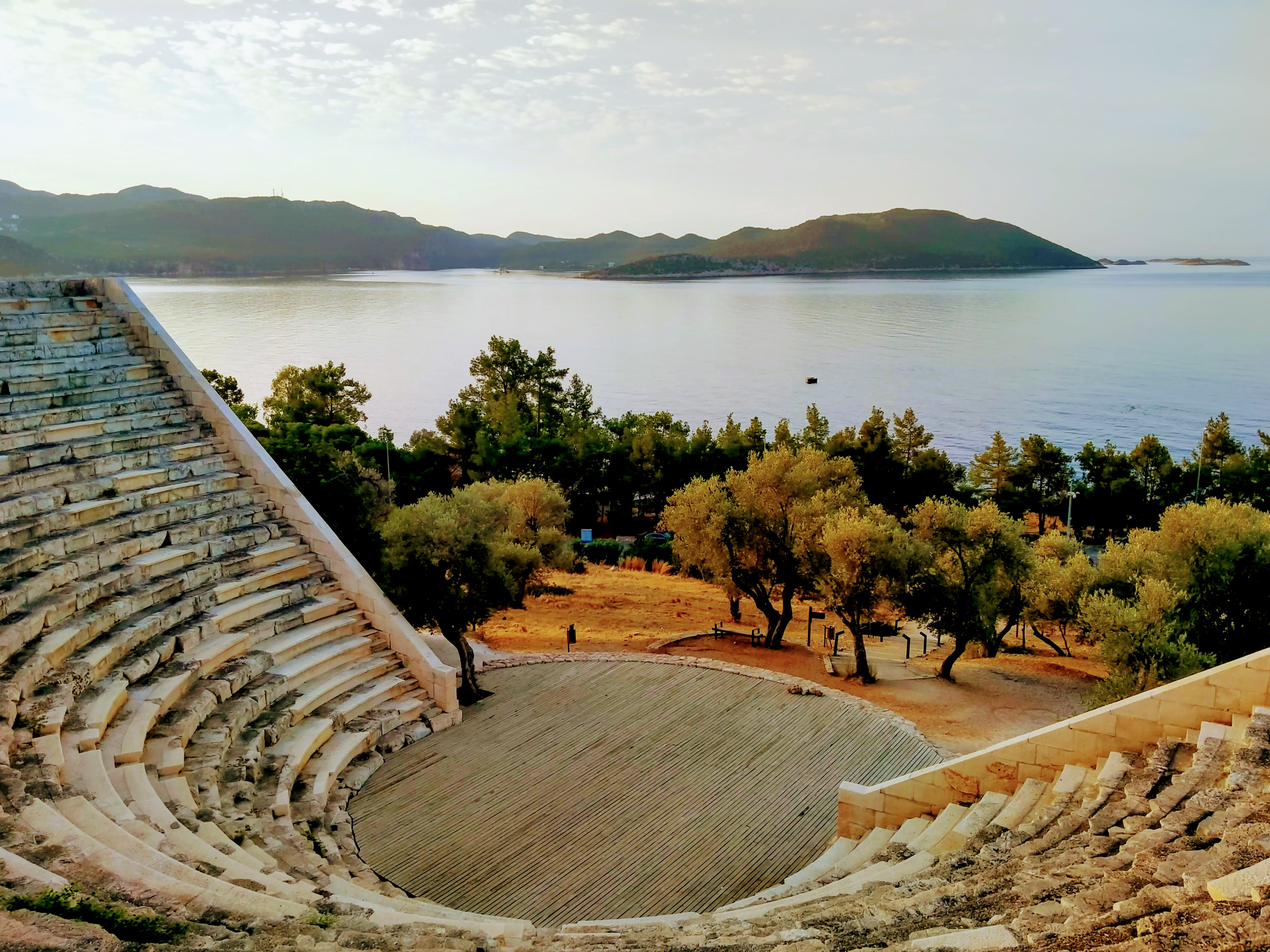
El anfiteatro en Kaş.

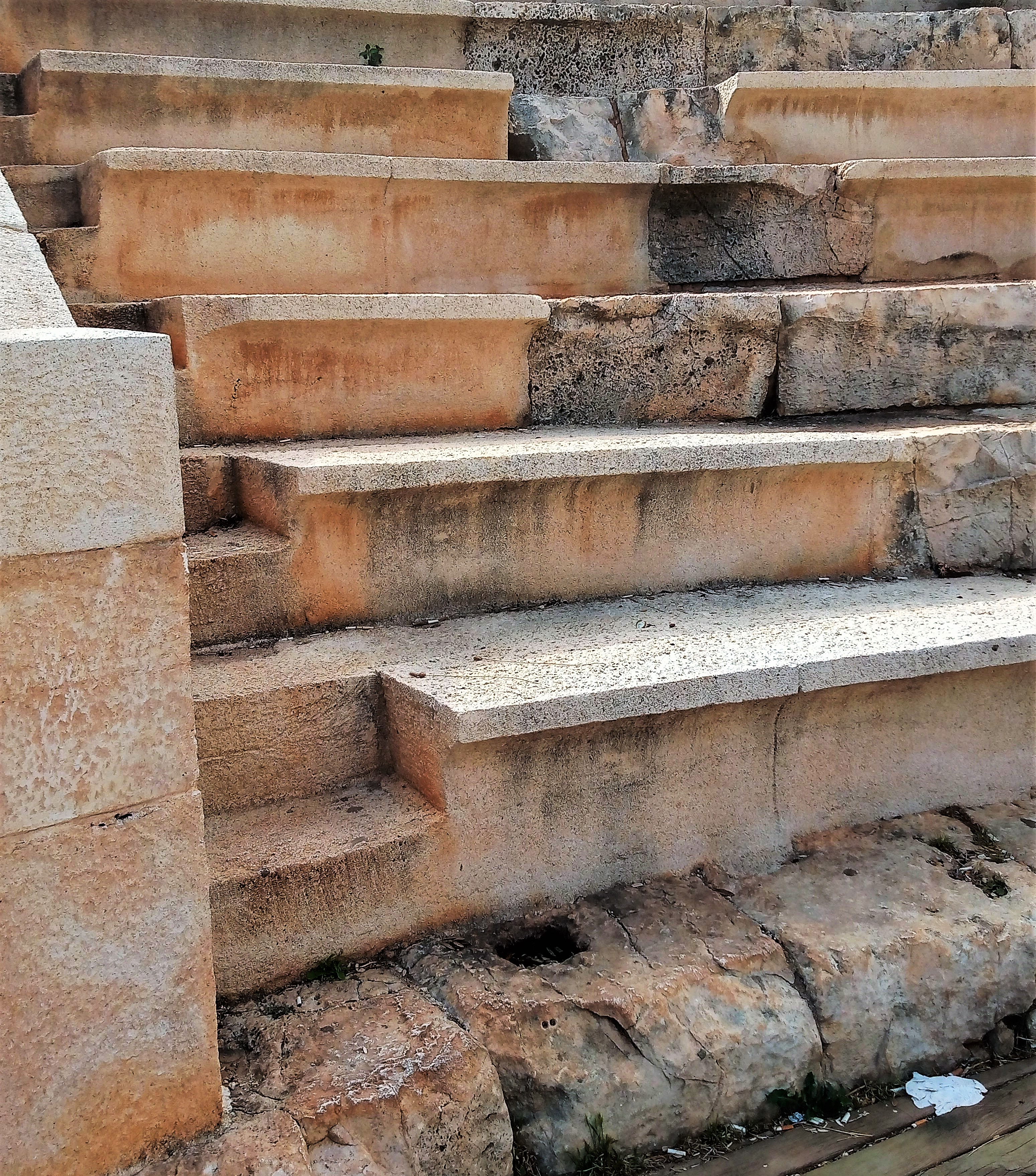
Detalles de la restauración de 2008

El Anfiteatro helenístico restaurado en 2008, se encuentra a 500 m del centro de Kaş. Tenía capacidad para 4000 espectadores. Es la única estructura de este tipo en Anatolia con fachada al mar. Está completo, pero carece de proscenio, para no bloquear la vista del mar.
Tras la construcción del anfiteatro, el muro oriental se derrumbó, posiblemente a causa del terremoto que asoló la región en 141. Las reparaciones del muro son visibles; las obras de restauración se realizaron poco después, probablemente mediante los fondos proporcionados a Antifelo por Opramoas.
El muro de contención del anfiteatro, que se curva en poco más de un semicírculo, está construido con bloques de sillar irregulares, que varían en tamaño y forma. No hay diazomata (el pasadizo que divide las filas inferiores de las superiores de asientos), ni un escenario permanente de piedra.

### Tumba del Rey
Uno de los sarcófagos de la ciudad es el Mausoleo inscrito licio del siglo IV a. C., conocido localmente como la Tumba del Rey, que se encuentra en la calle Uzunçarşı. Está en excelentes condiciones. El en latín: hyposorium, excavado en la roca maciza, tiene una altura aproximada de 1,5 m; el suelo está hundido y la entrada no está sellada. La base tiene 76 cm de altura. En el en latín: hyposorium hay un tipo inusual de epitafio licio, en forma de poema, como observó Fellows en la década de 1840, quien escribió que «la inscripción no comienza a la manera de ninguna de las que hemos encontrado hasta ahora, ni contiene palabras de carácter funerario»". El texto está escrito en idioma milio (también conocido como licio B), una antigua lengua extinta de Anatolia atestiguada a partir de solo tres inscripciones: dos poemas en el obelisco de Janto, y la inscripción más corta en la tumba del rey. El texto no ha sido interpretado. El espacio libre bajo la inscripción sugiere que el texto debía ser más largo, y que el cantero, con la intención de ahorrar espacio, dejó accidentalmente demasiado espacio.
El sarcófago de la parte superior está tallado en un bloque de piedra independiente. Dos cabezas de león sobresalen de los laterales de la tapa, que está dividida en cuatro paneles con figuras de pie en relieve. El sarcófago se guardó para el constructor de la tumba y su esposa, que aparecen representados en el frontón como un hombre barbudo apoyado en un bastón frente a una mujer sentada.

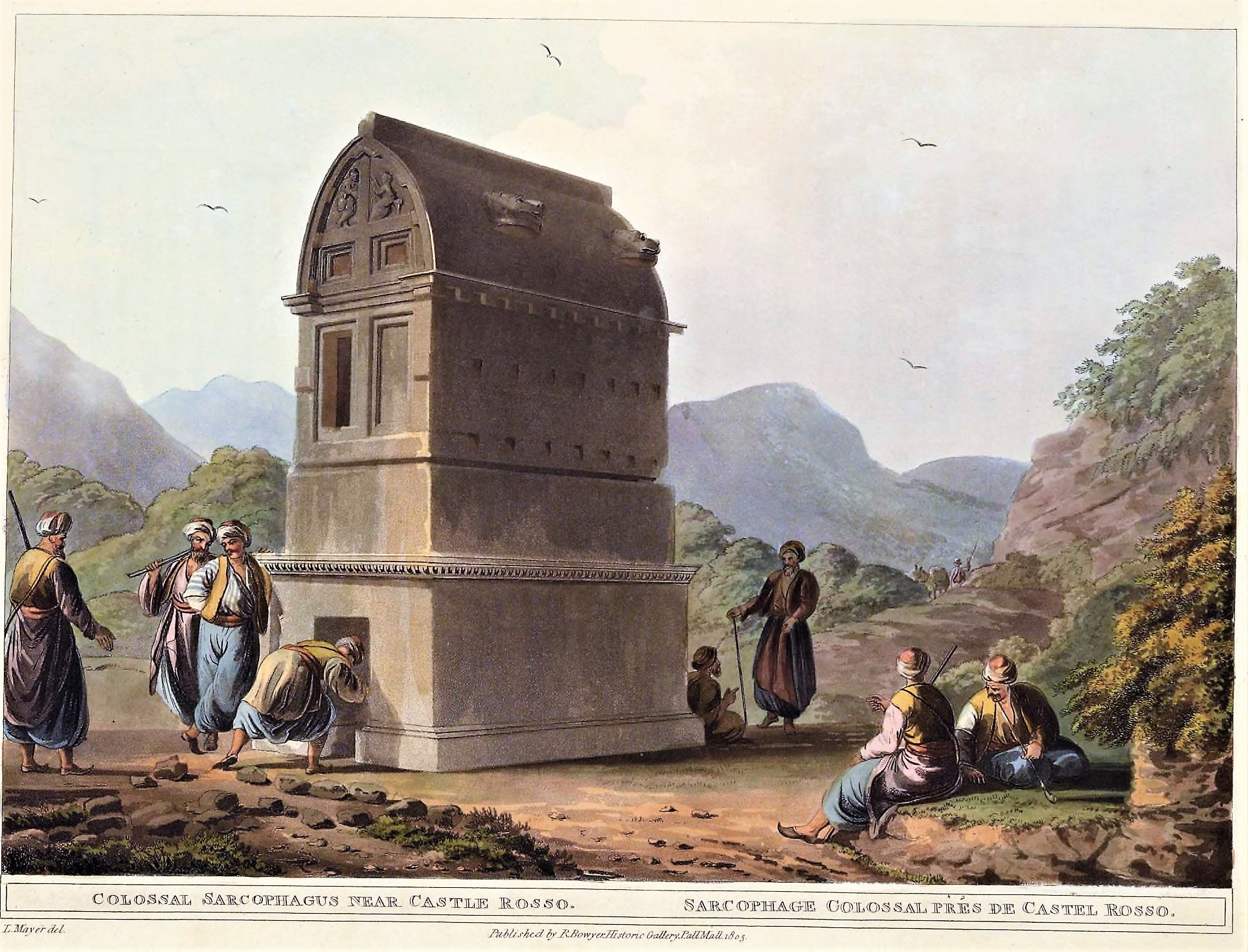
Luigi Mayer – Colossal Sarcophagus near Castle Rosso (1803).

La tumba se representó por primera vez, aunque no se habló de ella, en la obra de Luigi Mayer Views in the Ottoman Empire, publicada en Londres en 1803. Una copia de la inscripción, realizada por el arqueólogo británico William Gell en 1812, fue una de las primeras copias de cualquier inscripción licia. Entre 1836 y 1842 la inscripción fue copiada por el historiador francés Charles Texier, Charles Fellows, el filólogo clásico Julius August Schönborn, y el artista inglés Edward Thomas Daniell. Se volvió a copiar en 1882, 1892 y 1894, antes de que el filólogo clásico austriaco Ernst Kalinka publicara la copia autorizada de la inscripción en 1901.
Antifelo, que estaba abandonado en 1828 y fue repoblado en las décadas siguientes, se hizo conocido a mitades del siglo XIX, para científicos y viajeros. Fellows en 1841 publicó dibujos de restos de sarcófagos, pedimentos y puertas de tumbas, y hay un plano de Antifelo en el libro de Thomas Spratt Travels in Lycia, Milyas, and the Cibyratis de 1847.

### Otros restos
La mayoría de las tumbas antiguas encontradas por Fellows han desaparecido, ya que la población local utilizó la mayoría de ellas como materiales de construcción. La tumba aislada sobre el anfiteatro, conocida como la Tumba dórica, tiene una forma única. Tiene forma de cubo y está excavada en la roca, con lados de 4,5 m. La entrada orientada al este tiene 1,9 m de altura y conduce a una única cámara. Una de las paredes interiores tiene un relieve de bailarinas, ahora sucias debido al uso de la tumba como refugio de pastores. Por la vestimenta de las bailarinas, los estudiosos han datado la tumba en la primera mitad del siglo IV a. C. La base tiene una moldura y una pilastra poco profunda en cada esquina; solo se conserva uno de los capiteles. En el lado sur se conserva una banda con mútulos. La entrada, que originalmente se cerraba mediante una puerta corredera, tiene un marco con molduras.
Se conservan las partes inferiores de un pequeño templo. Los restos tienen una altura de cinco bloques de sillar rectangular. Se construyó en el siglo I a. C., con añadidos cuatro siglos más tarde. El templo estaba dedicado a un dios desconocido.
Hay tumbas rupestres en los acantilados más allá de la ciudad moderna, incluida una con una inscripción licia y otra posterior escrita en latín. Todavía se pueden ver restos de una muralla en la costa. El puerto se encontraba en el lado marino del istmo, donde un arrecife se adentra en el mar, proporcionando protección; es posible que se haya reforzado en la antigüedad. Antifelo no tenía acrópolis ni muralla. La parte de la muralla de sillería que se conserva al oeste de la ciudad moderna tiene seis hileras de altura y una longitud de más de 460 m.
|                              |
| Parte de la pared del templo |

|                      |
| Una tumba en la roca |

|                 |
| La tumba dórica |